# Lio Rush
Lionel Gerard Green (nació el 11 de noviembre de 1994) es un músico y luchador profesional, más conocido por su nombre, Lio Rush actualmente trabaja en All Elite Wrestling (AEW). Estuvo en  compañías como: New Japan Pro-Wrestling (NJPW). Es más conocido por su tiempo en Ring of Honor (ROH) y Lucha Libre AAA Worldwide (AAA), donde fue el ganador del Top Prospect Tournament de 2016, así como su tiempo en Combat Zone Wrestling. (CZW)
Green ha sido una vez campeón mundial al haber sido una vez Campeón Mundial Peso Pesado de CZW. Otros de sus logros es haber logrado dos veces el Campeonato de Televisión por Cable de la CZW, una vez el Campeonato Peso Crucero de NXT, una vez el Campeonato Mundial Peso Medio de la MLW y una vez el Campeonato de la División X de Impact. Además de haber ganado el Super Junior Tag League de 2022 con Yoh.

## Carrera de lucha libre profesional

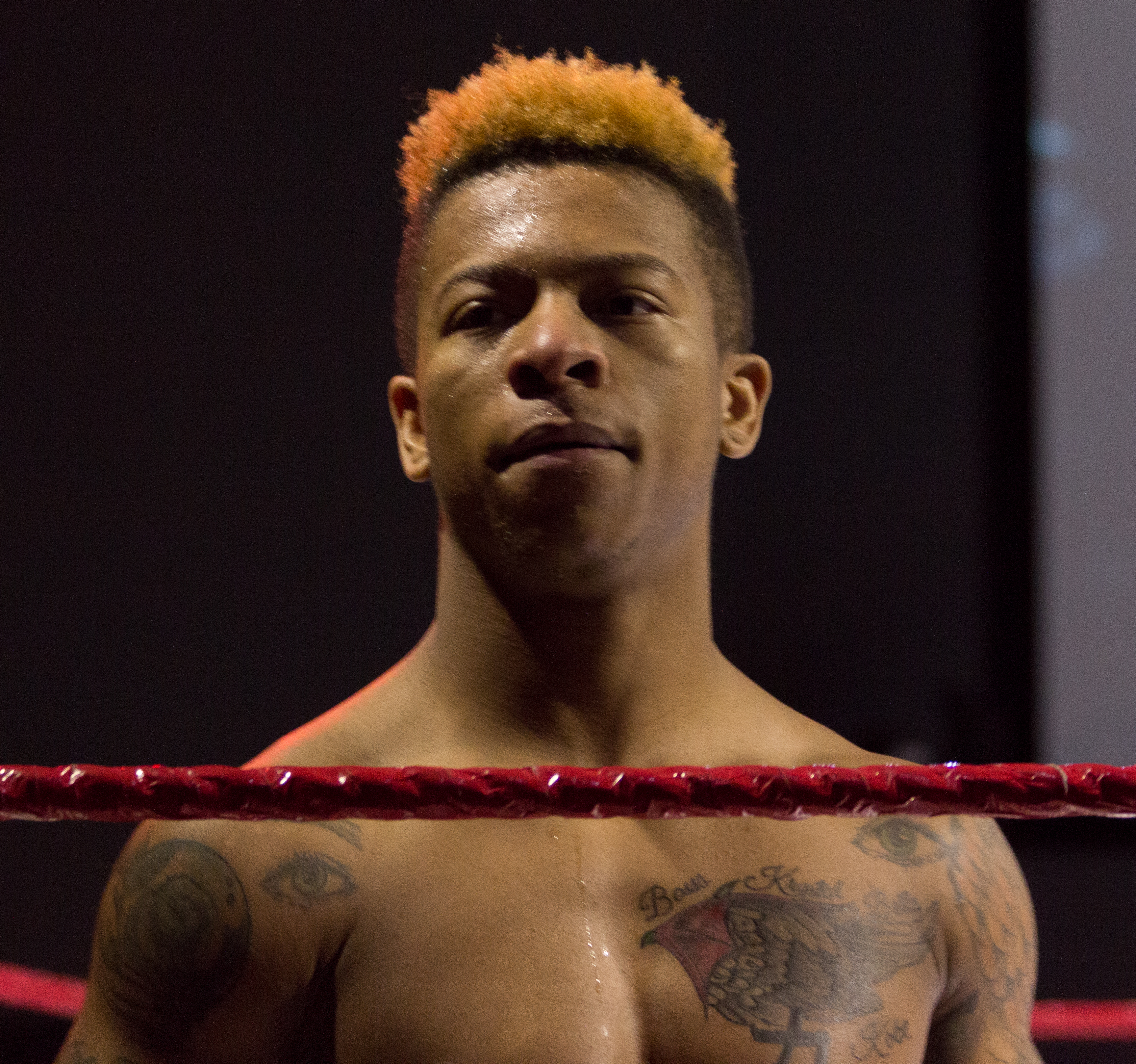
Lio Rush en el ring en un espectáculo de Destiny Wrestling en Mississauga, Ontario.

### Carrera temprana
Green debutó con el nombre de  "LI Green", pero después de una respuesta negativa al nombre de los promotores, lo cambió por "Lennon Duffy".

### Circuito Independiente (2014-2017)
Aprendió lucha libre durante el 2014 en el MCW Training Center. Debutó en el Tributo a las Leyendas de 2014 y creó un equipo llamado "Sudden Impact" con Patrick Clark. El 18 de julio, ganó la XV Copa Shane Shamrock Memorial, derrotando a Brandon Scott, Drolix, Eddie Edwards, Matt Cross y Shane Strickland en una lucha por eliminación de seis. El 3 de octubre, él y su compañero de equipo Patrick Clark ganaron el MCW Tag Team Championship, derrotando a The Hell Cats y The Ecktourage. Perdieron el título trece días después en The Ecktourage. También compitió por Evolve Wrestling donde derrotó Fred Yehi el 6 de noviembre. Perdió su lucha contra Ethan Page al día siguiente. Lucha Libre Elite anunció a Rush como participante en el Campeonato Mundial Elite. El jueves 23 de junio de 2016, Rush derrotó a David Tita en el primer día del Campeonato Mundial Elite para llegar a los cuartos de final. El sábado 25 de junio de 2016, fue derrotado por Michael Elgin. El 18 de febrero de 2017, Rush hizo su debut para Pro Wrestling Guerrilla en "Only Kings Understand Each Other", donde fue derrotado por Ricochet. El 27 de mayo de 2017, Rush derrotó a Ken Broadway en House of Glory's "Adrenaline" para conseguir el Campeonato HOG Crown Jewel, poniendo fin al reinado de Broadway de casi un año. Rush perdió el título ante el campeón Mundial de Peso Pesado HOG Anthony Gangone en una lucha por el título en House of Glory's "Never Trust a Snake" el 1 de julio.

### Combat Zone Wrestling (2014-2017)
Green, como Lennon Duffy, hizo su debut para Combat Zone Wrestling (CZW) el 31 de diciembre de 2014, derrotando a Slugger Clark. Él y Clark empezaron a competir juntos como Sudden Impact. El 12 de septiembre, cambió su nombre a Lio Rush e inició una disputa con Joey Janela, donde se enfrentó a él, Trevor Lee y Caleb Konley en Down With the Sickness 2015, partido ganado por Janela. En Night of Infamy, el 21 de noviembre, luchó contra Joey Janela por el Campeonato de Televisión por Cable de la CZW en un esfuerzo perdedor. El 12 de diciembre, durante Cage of Death XVII, ganó el Campeonato de Televisión por Cable de la CZW, derrotando a Janela por el título. Hizo su primera defensa exitosa contra Kevin Bennett el 16 de enero. Perdió su título contra Joey Janela el 13 de febrero en el CZW Seventeen. El 26 de marzo de 2016, en CZW Proving Ground, Rush derrotó a Joey Janela, Dave Crist y David Starr para ganar el Campeonato de Televisión por Cable de la CZW. Rush perdió el título de Wired de nuevo ante Janela en una lucha de escaleras en Down with The Sickness el 10 de septiembre de 2016. Después de que su disputa con Janela terminó, salió de la foto del Campeonato de Wired y comenzó una disputa en la que Sami Callihan se convirtió en un tacón en el proceso por primera vez en su carrera y adoptó un gimmick más oscuro.
El 13 de mayo de 2017, Rush venció a Joe Gacy por el Campeonato Mundial de Peso Pesado de CZW. Perdió el cinturón con Davey Richards en un show que no era de CZW, terminando su reinado en sólo 17 días. El 8 de julio, Rush anunció que haría su última aparición en el CZW el 5 de agosto. Rush derrotó a Janela en CZW Once in a Lifetime en su última lucha en CZW y contra Janela.

### Ring of Honor (2015-2017)
Seis meses después de su debut en la lucha profesional, Rush fue parte de Ring of Honor (ROH). Sin embargo, no fue firmado debido a su limitada experiencia. Después de adquirir más experiencia luchando en el circuito independiente, Rush participó en otro campo de entrenamiento y, ahora con el apoyo de Kevin Kelly, Steve Corino, Adam Cole, Jay Lethal y Kyle O'Reilly, fue firmado como participante en el Top Prospect Tournament 2016. Rush hizo su debut en ROH el 19 de diciembre de 2015, derrotando a Vinny Marseglia en un dark match. Rush pasó a competir en el Top Prospect Tournament 2016, derrotando a Jason Kincaid el 9 de enero, y derrotar a Brian Fury el 6 de febrero para ganar el torneo. El 31 de marzo, ROH anunció que Rush había firmado un contrato con la promoción. En Supercard of Honor X Night 1 el 1 de abril de 2016, Rush desafió sin éxito a Jay Lethal por el Campeonato Mundial de ROH. En Survival of the Fittest noche un Rush derrotó a Misterioso Jr., Hangman Page y Sho en una lucha de supervivencia fatal cuatro esquinas para estar en la final del torneo Survival of the Fittest. La noche siguiente Rush estaba en el partido de Survival of the Fittest donde fue el último antes de ser eliminado por Bobby Fish. En Final Battle Rush reemplazó a ACH en la final del torneo por equipos de seis hombres para determinar el primer ROH World Six-Man Tag Team Champions donde se asoció con Kushida y Jay White y fue derrotado por The Kingdom. (Matt Taven, TK O'Ryan y Vinny Marseglia). En marzo de 2017, se informó que Rush había dado su aviso a ROH sobre su salida.

### WWE

#### NXT Wrestling (2017-2018)
El 9 de julio de 2017, se informó que a Rush se le había ofrecido un contrato de NXT y que su firma era inminente. WWE confirmó oficialmente la firma el 21 de agosto. Rush hizo su primera aparición televisada en el episodio del 4 de octubre de NXT, donde fue atacado por Velveteen Dream. En el episodio del 11 de octubre de NXT, Rush fue derrotado por Dream en un combate. Poco después, Rush hizo una broma en Twitter sobre Emma después de ser despedido de la WWE, que resultó en fuertes críticas tanto de NXT como de los luchadores del roster principal y lo llevó a emitir una disculpa. El tuit provocó que Rush fuera sacado de todos los eventos de NXT hasta el 30 de noviembre.
Regresó a NXT en el episodio del 10 de enero de 2018 en un partido contra Lars Sullivan, que perdió.

#### Raw (2018-2019)
En la edición del 5 de junio de 205 Live, una viñeta de Lio Rush se emitió con un nuevo y rico truco de playboy, anunciando su paso a la división de peso crucero. Después de semanas de viñetas, Rush hizo su debut en el ring y televisado como heel en la edición del 26 de junio de 205 Live, y rápidamente derrotó a un talento local. El 1 de julio, comenzó una lucha con Akira Tozawa, finalmente ganando una victoria sobre Tozawa.
Pronto aparecería en Raw el 10 de septiembre ahora como mánager de Bobby Lashley ayudándolo a ganar combates cambiando a face pero el 8 de octubre en Raw luego de que Lashley derrotara a Kevin Owens este nuevamente volvería a ser heel luego de que Bobby Lashley atacara a Owens.
A la vez en 205 Live del 2 de enero sería derrotado por Kalisto en una lucha clasificatoria en un Fatal 4-Way Match por el Campeonato Peso Crucero de Buddy Murphy.

#### Regreso a NXT (2019-2020)
En la edición del 18 de septiembre de NXT, hizo su regreso televisado a la marca, derrotando a Oney Lorcan para ser el contendiente número 1 por el título de peso crucero de Drew Gulak, título capturó con éxito (que ahora fue renombrado a Campeonato Peso Crucero de NXT) por primera vez en su carrera en la WWE en el episodio de NXT del 9 de octubre.
Comenzó una rivalidad contra Angel Garza (quien ganó una oportunidad por el título derrotando a Tony Nese) en el NXT, reteniendo su campeonato. Sin embargo, el pie de Garza tocó las cuerdas y el árbitro no lo vio. 
En el Kick-Off de Survivor Series derrotó a Akira Tozawa & Kalisto en una Triple Threat Match reteniendo el Campeonato Peso Crucero de NXT & dandolé un punto a NXT en el marcador de RAW vs. SmackDown vs. NXT. Posteriormente en NXT se enfrentó a Akira Tozawa, donde retuvo el Campeonato Peso Crucero de NXT. Sin embargo perdió el Campeonato PesoCrucero de NXT ante Angel Garza terminando así su rivalidad.
En el NXT del 15 de enero de 2020 se enfrentó a Isaiah "Swerve" Scott & Tyler Breeze en una Triple Threat Match por una oportunidad al Campeonato PesoCrucero de NXT de Angel Garza en una Fatal-4 Way Match en Worlds Collide, sin embargo ganó Scott. 
En el NXT del 12 de febrero derrotó a Angel Garza por una oportunidad por el Campeonato Peso Crucero de NXT de Jordan Devlin para la siguiente semana. Y se enfrentó a Jordan Devlin por el Campeonato Peso Crucero de NXT en el NXT del 19 de febrero, sin embargo perdió.

#### WWE 205 Live (2019-2020)
En el 205 Live del 6 de diciembre se enfrentó a Danny Burch en una lucha no titular, sin embargo fue atacado por Angel Garza, ganando por descalificación y continuó el ataque de Garza sobre él.
Iniciando el 2020, en el 205 Live del 10 de enero tuvo un combate contra Isaiah "Swerve" Scott, pero ambos fueron interrumpidos por The Singh Brothers, y más tarde ser retados a un combate por equipos, combate que ganaron Scott & él, comenzando un corto feudo contra The Singh Brothers(Sunil & Samir), y en el 205 Live del 17 de enero derrotó a Sunil Singh, en el 205 Live del 24 de enero fue derrotado por Tony Nese por conteo de 10 afuera del ring, y en el 205 Live del 7 de febrero se enfrentó al Campeón Peso Crucero de NXT Jordan Devlin & Tony Nese en una Triple Threat Match sin el título en juego, combate que ganó Devlin. Se anunció que Rush sería el capitán del Team NXT contra el Team 205 Live en un Capitain's Selection Match, esconjiendo a Isaiah "Swerve" Scott, Tyler Breeze, Oney Lorcan & Danny Burch. En el 205 Live del 28 de febrero derrotó a Tony Nese por descalificación, debido a que Mike Kanellis lo atacó.
El 15 de abril de 2020, WWE anunció que Lio Rush junto con Drake Maverick, EC3, Curt Hawkins y otras superestrellas habían sido liberados de sus contratos.

### Regreso al circuito independiente (2020-2021)
El 25 de julio de 2020, Rush hizo una aparición sorpresa en Game Changer Wrestling en su programa GCW Homecoming atacando a su rival Joey Janela. La noche siguiente se enfrentó a Janela en un esfuerzo perdido, ya que insinuó una posible jubilación. Sin embargo, el 10 de octubre, Rush regresaría a GCW en las vacaciones de primavera de Joey Janela mientras derrotaba a ACH.

### New Japan Pro-Wrestling (2020-2021)
El 2 de noviembre de 2020, se anunció acometida de New Japan Pro-Wrestling's de Super J-Cup torneo.

### Major League Wrestling (2020-2021)
Lio Rush firmó con MLW en noviembre de 2020. Debutó en MLW en Fusion – Kings of Colosseum el 6 de enero de 2021, donde derrotó a Myron Reed para ganar el Campeonato Mundial de Peso Medio. Un mes después, debido a la relación de MLW con Lucha Libre AAA Worldwide, Rush derrotó a Laredo Kid para ganar el Campeonato Mundial de Peso Crucero de AAA y se convirtió en doble campeón.

### All Elite Wrestling (2021-2022)
Lio Rush hizo su debut en All Elite Wrestling en el Pay Per View de Double or Nothing como el Joker (comodín) en el combate Battle Royale del casino, donde fue eliminado por Matt Hardy con la ayuda de Private Party. El 29 de septiembre, Rush firmó oficialmente con AEW.

### Regreso a NJPW (2021-presente)
Lio Rush hizo su debut en New Japan Pro-Wrestling (NJPW) en la Super J-Cup. Después de eso, sufrió algunas pérdidas a manos de El Phantasmo. Después de una victoria sobre Rocky Romero, Rush se clasificó para la New Japan Cup USA 2021 antes de aparecer en los titulares una vez que él y Yoh ganaron la Super Junior Tag League el año siguiente y se enfrentarán a los Campeones en Parejas de Peso Pesado Júnior de la IWGP, TJP y Francesco Akira. en Wrestle Kingdom 17.
En Wrestle Kingdom 17 el 4 de enero de 2023, Rush y Yoh no lograron ganar los Campeones en Parejas de Peso Pesado Júnior de IWGP de Catch 2/2. El 21 de marzo, Rush desafió sin éxito a Hiromu Takahashi por el Campeonato Junior Peso Pesado de IWGP. El 27 de abril, Rush fue anunciado como participante en el torneo Best of the Super Juniors 30, compitiendo en el bloque A. Rush terminó el torneo con 12 puntos, perdiendo por poco avanzar a las semifinales, aunque vengándose de una derrota contra Takahashi.

### Impact Wrestling (2023)
El 30 de marzo de 2023, Rush hizo su debut en Impact Wrestling contra Kushida en una lucha uno contra uno en Impact Wrestling Mutiverse United del año 2023 en un enfrentamiento muy impresionante, pero no tuvo éxito ya que perdió por sumisión. El 23 de junio, Rush regresó a Impact Wrestling para formar equipo con Nick Aldis para derrotar a The Motor City Machine Guns, Alex Shelley y Chris Sabin para el evento Summer Sizzler. ¡Después, en el episodio del 29 de junio de 2023 de Impact! Lio y Aldis dominaron y atacaron a The Motor City Machine Guns durante un segmento (este segmento fue filmado, grabado y transmitido antes de la lucha por equipos), estableciéndose como un heel en el proceso. El 30 de junio, se anunció que Rush desafiará a Sabin por el Campeonato de la División X de Impact en Slammiversary Durante este combate, Rush salió victorioso y se convirtió en el Campeón de la División X de Impact por primera vez en su carrera.

### Regreso a AEW (2024-presente)
En el episodio del 29 de mayo de 2024 de Dynamite, Rush regresó a AEW por primera vez desde 2021, como participante en el Casino Gauntlet Match para ganar un combate por el Campeonato Mundial de AEW en Forbidden Door, que fue ganado por Will Ospreay. En el episodio del 1 de junio de AEW Collision, Rush fue derrotado por Roderick Strong. En el episodio del 15 de junio de Collision, Rush se acercó a Dante Martin como un llamado de regreso a su alianza anterior, pero sería rechazado por el hermano de Martin, Darius Martin (quienes forman el equipo de Top Flight juntos) y Action Andretti. Más tarde en el programa, Rush apareció para salvar a Top Flight y Andretti de un ataque posterior al combate de Shane Taylor Promotions (Shane Taylor, Lee Moriarty y Anthony Ogogo). El 21 de junio, se informó que Rush sería un habitual de AEW en el futuro. En el mismo episodio del día de AEW Rampage, Rush derrotó a Andretti para calificar para el vacante Campeonato TNT de AEW ladder match en Forbidden Door. pero no pudo ganar el título en el evento. El 12 de octubre, Rush anunció oficialmente que había firmado con AEW. En el episodio del 4 de diciembre de Dynamite, Rush y Andretti eliminaron a Top Flight durante el Dynamite Dozen Battle Royale , provocando una división en la alianza. El 14 de diciembre en el especial Winter is Coming de Collision, Rush y Andretti derrotaron a Top Flight, ganando una futura oportunidad por el Campeonato Mundial en Parejas de AEW.

### Regreso a ROH (2024-presente)
El 20 de julio de 2024, en las grabaciones de Ring of Honor Wrestling, Lio Rush regresó a ROH después de 7 años y se asoció con el Campeonato Mundial de Televisión de ROH Atlantis Jr., en un esfuerzo perdedor contra Shane Taylor y Johnny TV.

## En Lucha
- Movimientos finales
  - Dragon's Call/Final Hour (Split-legged frog splash)[6]
  - Pedigree (Double underhook facebuster) – 2017; parodiado de Triple H
  - Rush Hour (Standing moonsault side slam)[6]
- Movimientos de firma
  - Múltiples variaciones de kick
    - Back
    - Bicycle
    - Drop
    - Enzuigiri, a veces después de un schoolboy
    - Shoot

  - Somersault plancha
  - Suicide dive
  - Tilt-a-whirl DDT
- Managers
  - Babatunde Aiyegbusi
  - Bobby Lashley
- Apodos
  - "Blackheart"[33]
  - "M.O.T.H. (Man of the Hour)"[34]
- Temas de entrada
  - "Paint It Black" de Ciara (Circuito independiente)[35]
  - "I Came to Collect" de CFO$ (NXT/WWE)[36]

## Otros medios
Rush hizo su debut en los videojuegos como parte del paquete Rising Stars de contenido descargable creado para WWE 2K19.
El 2 de octubre de 2020, Lio anunció que tiene una cuenta de Onlyfans.
El 12 de noviembre de 2020, Rush fue anunciado como concursante de la temporada 36 de The Challenge de MTV.

## Campeonatos y logros
- Combat Zone Wrestling

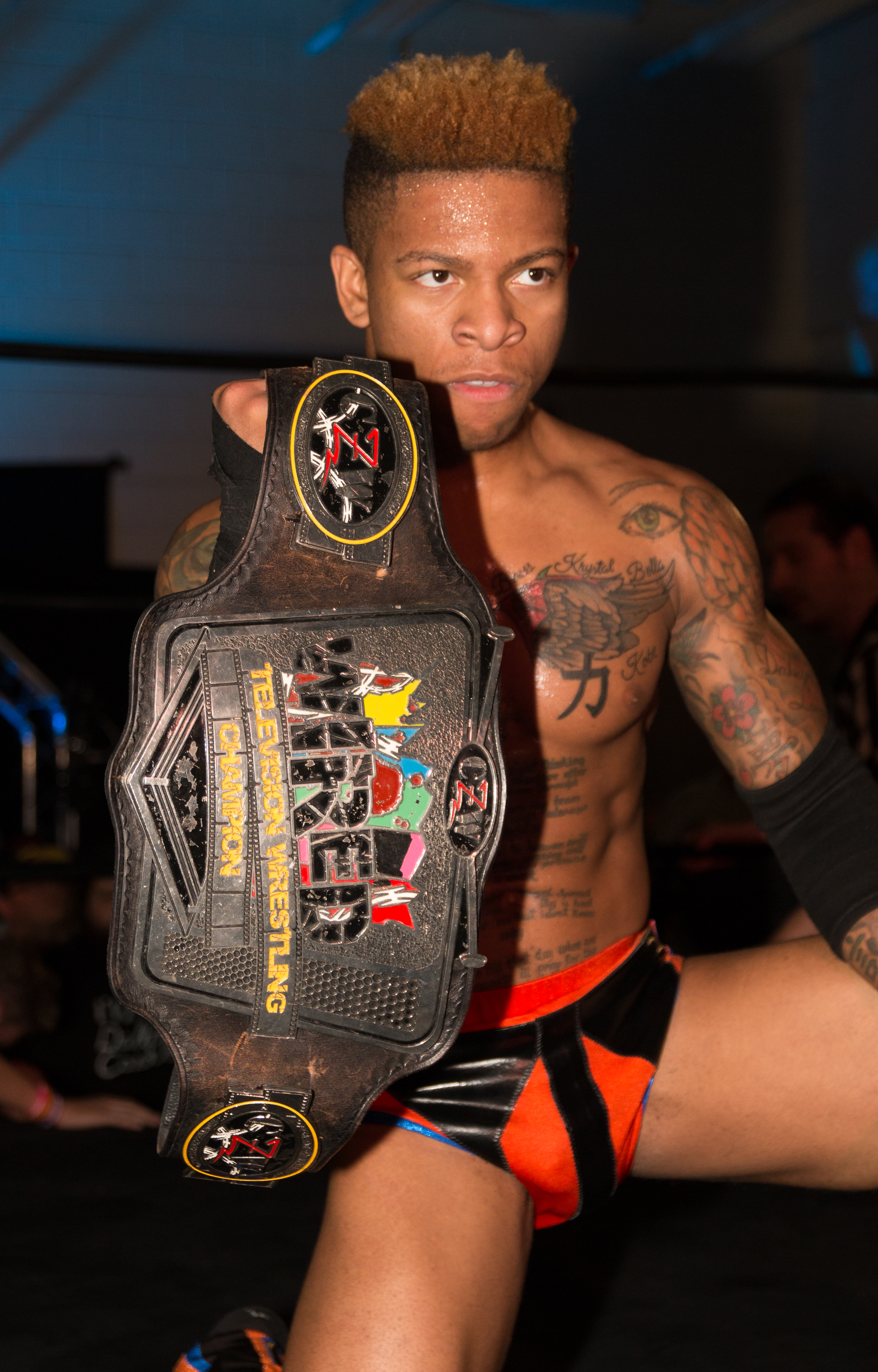
Rush como el Campeón Wired de CZW.

  - CZW World Heavyweight Championship (1 vez)[39]
  - CZW Wired Championship (2 veces)[40][41]

- DDT Pro-Wrestling
  - DDT Ironman Heavymetalweight Championship (1 vez)

- House of Glory
  - HOG Crown Jewel Championship (1 vez)

- Impact Wrestling
  - Impact X Division Championship (1 vez)

- Major League Wrestling
  - MLW World Middleweight Championship (1 vez)

- Maryland Championship Wrestling / MCW Pro Wrestling
  - MCW Tag Team Championship (1 vez) – con Patrick Clark[42]
  - Shane Shamrock Memorial Cup (2015, 2016)[7]

- New Japan Pro-Wrestling
  - Super Junior Tag League (2022) - con Yoh

- Ring of Honor
  - Top Prospect Tournament (2016)[25]

- World Wrestling Entertainment/WWE
  - NXT Cruiserweight Championship (1 vez)

- Pro Wrestling Illustrated
  - PWI lo clasificó como #120 de los 500 mejores luchadores individuales en el PWI 500 en 2017[43]
  - Situado en el N° 53 del Top 500 de luchadores individuales del PWI 500 de 2021[44]